# Sally Hodge
Sally Hodge née le 31 mai 1966 à Cardiff au Pays de Galles, est une coureuse cycliste galloise. Elle a remporté en 1988 le premier championnat du monde de la course aux points.

## Palmarès
- 1987
  - 2e du championnat de Grande-Bretagne sur route
- 1988
  -  Championne du monde de la course aux points
  - 2e du championnat de Grande-Bretagne sur route
  - 9e de la course en ligne des Jeux olympiques
- 1994
  -  Médaillée de bronze de la course aux points des Jeux du Commonwealth